# Fernando Ruiz de Castro

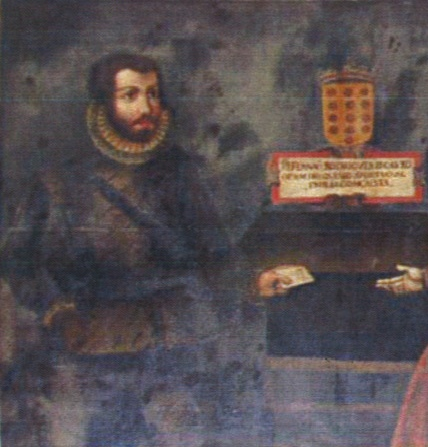
D. Fernão Rodrigues de Castro, num quadro do século XVII no Palácio dos Condes de Ficalho, em Serpa, Portugal

Fernando Ruiz de Castro, Fernã Ruiz de Castro, ou Fernão Rodrigues de Castro (morto em 1377, Baiona, França), III conde de Lemos, Trastâmara e Sarria com caráter não hereditário, foi um dos personagens galegos mais importantes e influentes da XIV centúria. Adail da causa de Pedro I na guerra civil de Castela, aparece como insaciável canalizador das lealdades a Pedro I. Mesmo após a morte do monarca, continuaria com a sua cruzada, sendo denominado de toda a lealdade da Espanha.

## Os Castro

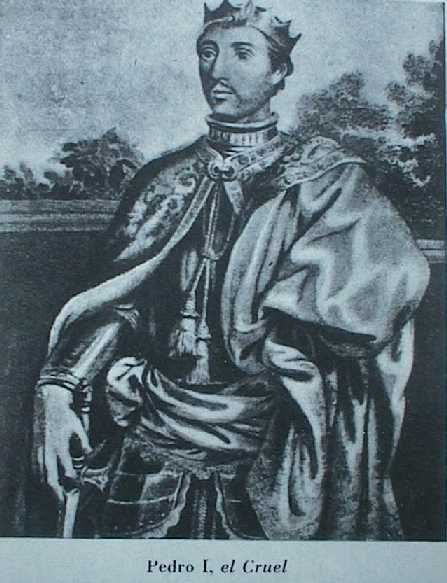
Fernando Ruíz liderou a causa de Pedro I de Castela (na imagem) na guerra civil castelhana

A linhagem dos Castro surgiu na vila de Castrojeriz (Burgos) e pertence, junto com os Lara ou os Guzmán, às cinco grandes famílias aparentadas com os primeiros reis de Castela. Um ramo da família passou à Galiza no século XII onde se aparentaram com as casas de Lemos e Sarria. Dominaram Galiza e estiveram presentes em feitos salientáveis da sua história, bem como na de Castela e Leão, destacando-se no auxílio prestado aos seus monarcas nas campanhas de conquista dos territórios muçulmanos. O declínio dos Trava permitiu que muito a modo fossem ocupando seu lugar proeminente.
Fernando Ruíz de Castro nasceu do segundo matrimónio de Pedro Fernandes de Castro O da Guerra e Isabel Ponce de Leão. Seu progenitor destacou-se junto a Afonso XI de Castela na luta contra os muçulmanos. Como prova dos seus bons serviços, lealdade e reputação que ostentava, o rei recompensou-o com a posse de importantes títulos e diversas fortificações como a de Castro Caldelas (Ourense) e a de Monforte de Lemos (Lugo), a qual foi doada em 1332.
Fernando era o primogênito de quatro irmãos: Joana de Castro e os bastardos Alvar Pérez de Castro e Inês de Castro; teve que tomar as rédeas da casa a uma idade muito nova (apenas contava com 15 anos). Assim, em 1337, com data de 27 de março em Allariz, o testamento de D. Pedro Fernandes de Castro não deixa lugar a dúvidas:
| “ | E faço meus herdeiros en todos meus herdamentos e bes que houber ho tempo da miña morte a ho dito meu fillo Fernán Ruiz, e hos outros meus fillos e fillas legitimas que houber, que partan os ditos meus herdamentos e bens hirmabelmente etc. E faço cumpridores deste meu testamento ha dita dona Isabel, miña muller, e don Juan do Campo, obispo de León, e Juan Fernandez de Volaño, e ho abbade do mosteiro de Sobrado, e fray Lopo Affonso, doutor, da orden dos pregadores. | ” |

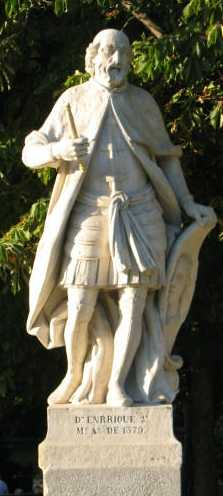
Henrique de Trastâmara, vencedor da guerra civil

Mas não faleceria após a assinatura do anterior testamento, o que aconteceria em Junho de 1343 no sítio de Gibraltar junto de seu rei. Uma epidemia de peste que assolou Castela dizimou o exército de Afonso XI, junto do que lutava o conde galego.
Com o falecimento do pai surgem as primeiras novas dos títulos e mercês que ostentara Dom Pedro. Aparece nomeado Pertegueiro Maior de Santiago e sua Terra e ratificando em 1345 uns privilégios que o mosteiro de Sobrado dos Monges tinha concedidos do rei. Posteriormente, em 1351, Pedro I intitulá-lo-ia Mordomo Maior do Rei e Alféres Maior.
Sua filiação à causa de Pedro I semelha, pois, evidente ao teor das mercês obtidas e depressa se constituiria como a mão direita do rei, embora uma afronta à sua honra trocasse suas lealdades e acabaria apoiando Henrique de Trastâmara. Com anterioridade exercera de testemunha nos esponsais celebrados em Valladolid entre Pedro I e Blanca de Bourbon em 1353. Mas em 1354 a situação mudou, após alçar-se ofendido em defesa da honra da sua irmã Joana, sendo então que trata com o conde de Trastâmara.

## A desnaturalização de D. Fernando
O infortunado evento aconteceu em Cuéllar (Segovia), onde residia a viúva de Dom Diego de Haro, Dona Joana; os textos da época exaltam sua beleza, realmente comparável à da sua irmã Inês:
| “ | E era esta Doña Juana mujer bien fermosa e el rey decía que quería casar con ella. | ” |

Em efeito o rei, obnubilado pela sua formosura, requereu os amores da galega; esta se negava aduzindo que o rei estava já casado com Dona Blanca. A tenacidade do monarca não se viu minguada e solicitou os testemunhos dos bispos D. Sancho de Ávila e D. Juan de Salamanca para que anulassem dito casamento e convencessem à irmã do de Castro a que acedesse ao seu desejo.
Os esponsais celebraram-se finalmente na mesma vila de Cuéllar, oficiando o bispo de Salamanca. Joana seria esposa por uma noite, a do casamento, mas rainha até sua morte. O rei irá refugiar-se aos braços da sua amante Maria de Padilla.

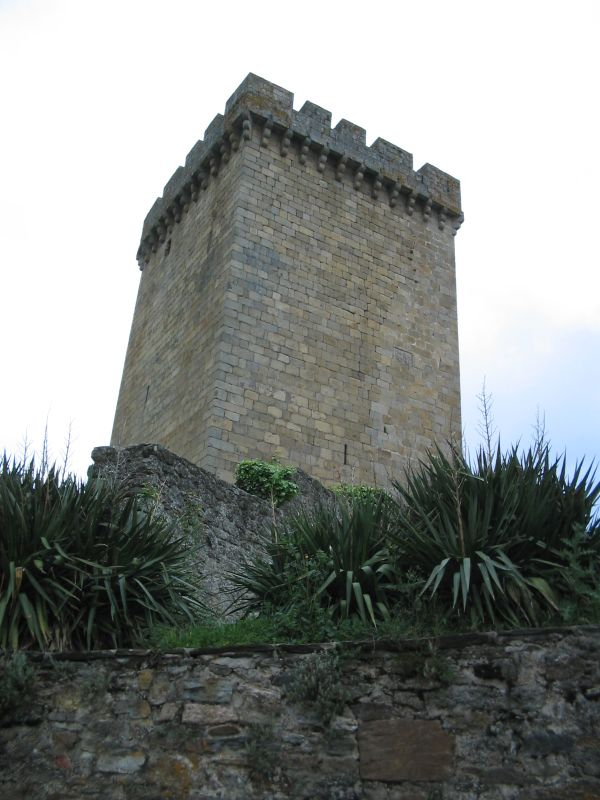
Torre de menagem do Castelo de Monforte pertencente à linhagem dos Castro

Apesar de Dona Branca de Bourbon sempre ser considerada a legítima rainha, observamos em diferentes documentos assinados pela irmã de Fernando de Castro como se auto-intitula rainha e esposa do monarca castelhano:
| “ | Domna Iohanna pola graça de Deus, reyna de Castella et de León, a qualquer ou quaesquer que por min an de coller oui de recaudar en renda ou en fieldade(...). Dada en o dito moesteiro d`Osseira, viinte et huun dias d'abril era de mille et treçentos et noveenta et çinque annos. Yo Diego Rodrigues la fis escribir por mandado de la reyna. | ” |

A esta ofensa tão grave e tão sentida pelo cavaleiro galego, devemos somar-lhe a acusação que faz na contra de Dom Pedro, de que este o quis matar num torneio celebrado em Valladolid em relação ao casamento deste com Dona Branca. Foi então que reuniu ao seu exército e partiu a reunir-se com os trastamaristas. Estes o acolheram sem reparos já que tinha nome, importantes riquezas e Galiza seguí-lo-ia sem dificuldades. Ademais tinha merecida fama de excelente lutador.
O capítulo da sedição de Fernando de Castro abriu-se com os famosos episódios de Salvaterra. Atravessaria a fronteira com Portugal estabelecendo-se em Monção, nos sucessivos nove dias passaria a raia para Galiza e em cartório faria pública sua desvinculação (desnaturalização) do rei de Castela pelas afrontas citadas anteriormente. A seguir marchará a reunir-se com os outros sediciosos: Henrique de Trastâmara e Juan Alfonso de Alburquerque. Logo de diversas tentativas de chegarem a algum tipo de acordo com Dom Pedro e de acolher a mais descontentes, por fim reuniram-se em Toro (Zamora); ou mais bem caberia dizer que o rei foi retido contra sua vontade na vila por estes cavaleiros. Ali se repartiram diversos cargos da corte, o de Castro foi nomeado Mordomo Maior.
Solucionado o incidente, reclama também a mão de Joana, irmã do de Trastâmara, como lhe prometeram, da qual, segundo afirma López de Ayala, estava profundamente enamorado e que conhecera na corte onde esta se criara. As núpcias contraíram-se em Toro e seguidamente voltou à Galiza acompanhado pela esposa.

## Mudança de lealdades
Um aspeto que rodeia todo este assunto é o apoio que deu até à sua própria morte ao bando de D. Pedro, com um fervor inusitado, que não parece próprio de um cavaleiro que se vira ultrajado. Ele abandona Toro sem render vassalagem a Dom Pedro como fizeram outros cavaleiros (entre eles seu irmão Alvar Pérez de Castro) para mais adiante aparecer junto ao rei nos momentos complicados que salpicaram seu reinado. Por que esta atitude do galego? Que o fez mudar de postura? Fernando de Castro conhecia a inconformidade do monarca perante seu matrimónio pois deste jeito aparentava-se com o seu maior inimigo.
Llaguno Amirolo aponta que mediante petição régia o galego anulou o matrimónio sob a afirmação de que eram parentes e a inexistência de uma dispensa papal fazia que coabitassem em pecado. Dom Pedro conseguiu deste jeito duas importantes vantagens: por uma banda pôr a mal a Fernando de Castro e ao conde de Trastâmara, e por outra achegá-lo ao seu seio.
Por outro lado há autores que defendem que as intenções do galego estribavam só em que o rei reconsiderara e se apercebera do erro cometido na sua pessoa. Em nenhum instante passou pelo pensamento a ideia de destronar a Dom Pedro. Sua lealdade permaneceu intacta apesar de tudo e talvez quando conheceu os planos do conde de Trastâmara e seus aliados, decidiu se desvincular de tal empresa. Pelo que também não seria disparatado que esta fora uma razão de peso para a anulação do matrimónio com Dona Joana.

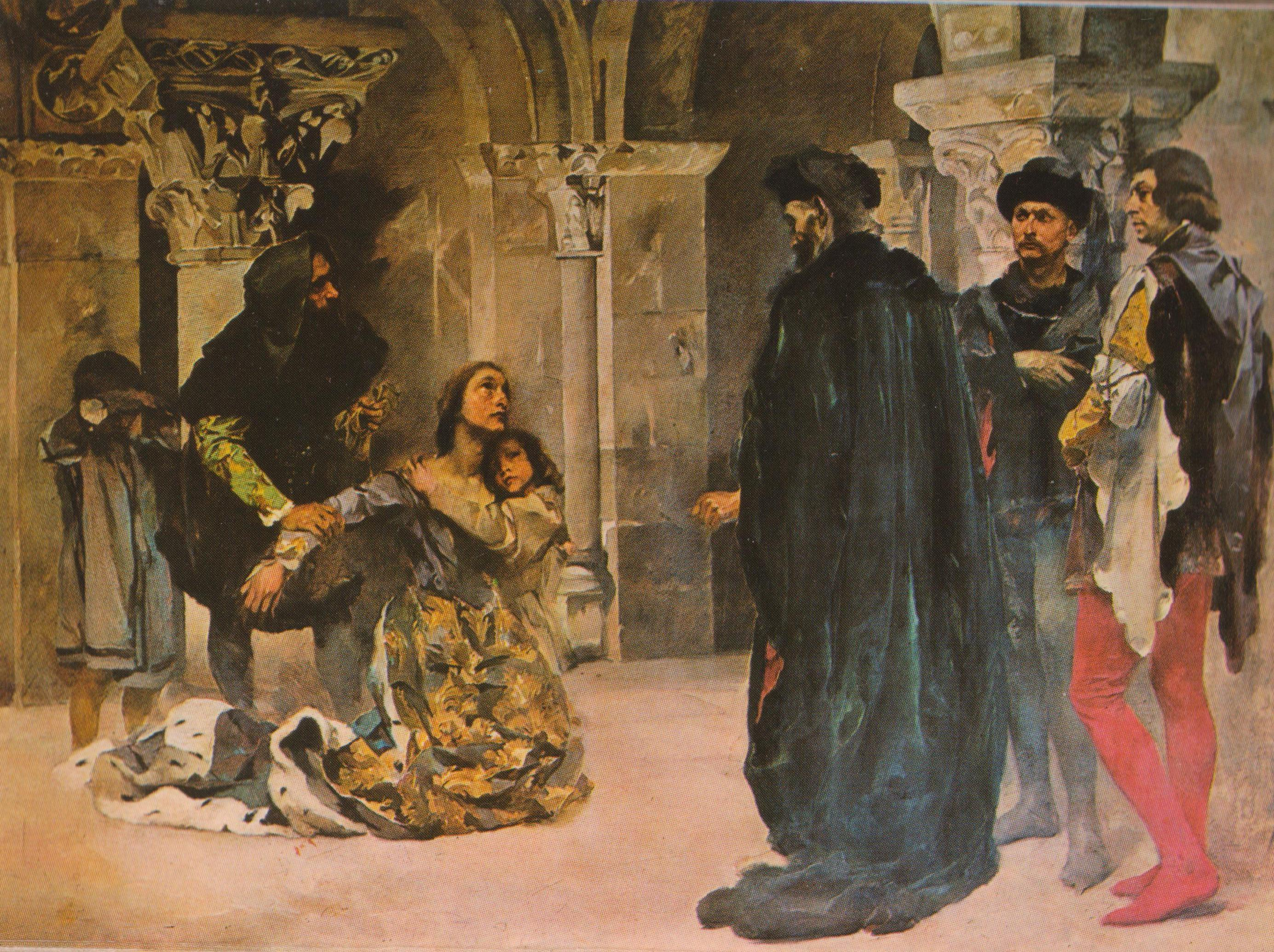
O Drama de Inês de Castro por Columbano Bordalo Pinheiro. Representação dos momentos antecedentes do assassinato de Inês de Castro

Entre 1357 e 1366 nada sabemos de Fernando de Castro. O mais provável é que se encontrasse em Portugal pela morte da sua irmã Inês de Castro assassinada por ordem do monarca luso.
De todos os jeitos depressa os Castro começaram a receber da coroa quantiosas dádivas, cargos e terras em honra da sua inestimável ajuda e lealdade. Receberam o condado de Trastâmara arrebatado a Dom Henrique; também em 1360 recebeu o título de Alféres Maior das terras de Sarria, San Xián e Outeiro de Rei.
Com a intenção de que a linhagem tivera descentes legítimos, o rei Dom Pedro oferece-lhe a mão de Leonor Enríquez, aparentada por linha direta com o rei Fernando o Santo. Tiveram um único filho, Pedro de Castro y Enríquez.
A única menção que se faz do de Castro nesses anos aparece em relação à batalha de Araviana (1359) nas ladeiras do Moncayo entre o exército de Pedro I e outro comandado por Dom Henrique de Trastâmara e seu irmão Dom Tello que estavam ao serviço de Pedro IV "O Cerimonioso". O exército castelhano sofreu um duríssimo descalabro e Fernando de Castro viu-se na obrigação de fugir picando esporas e sem poder evitar que seu alferes maior Gonzalo Sánchez de Ulloa perecera na contenda onde estava como fronteiro do rei.
A década dos sessenta apresentou-se complicada para Pedro I, pela sua contra o de Trastâmara ia paulatinamente ganhando adeptos e seu avanço pelo reino castelhano semelhava incontrolável. Apesar da bravura esgrimida pelo galego em 1364 perante os muros da cidade de Valência, nada pôde fazer para evitar um grave afundamento militar. Em 1366 Dom Henrique avançava junto às temíveis Companhias Brancas comandadas pelo bretão Bertrand Du Guesclin subjugando a todo aquele que se interpunha ao seu passo.

## A Guerra Civil traslada-se à Galiza

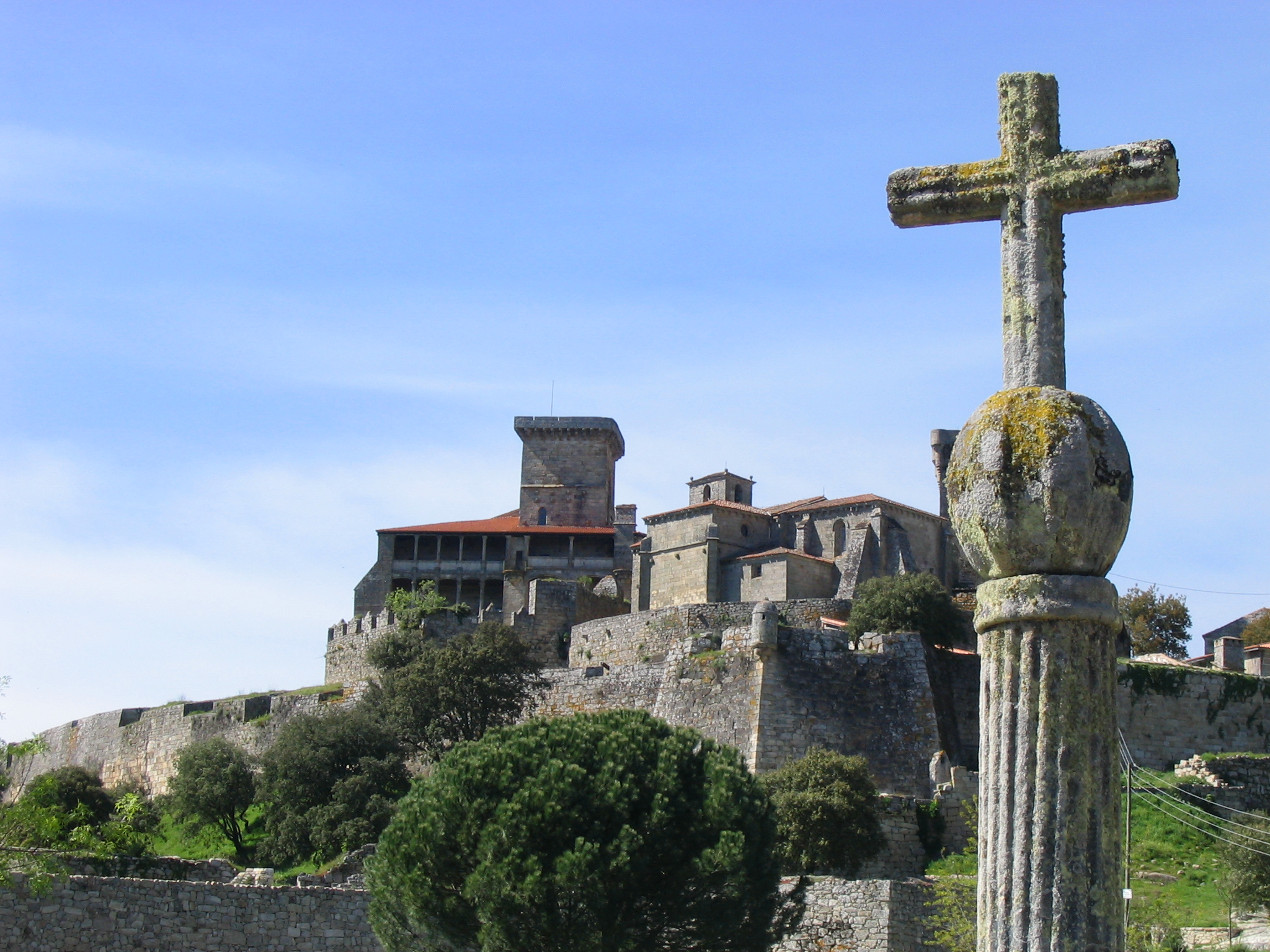
Castelo de Monterrei onde se reuniram os partidários petristas

Amparado atrás dos muros de Sevilha, Pedro I encontrava-se cada vez mais só e depressa se deu conta de que Galiza se mostrava como a resposta adequada. Dom Pedro decidiu então reunir-se com Fernando de Castro e outros galegos leais em Junho de 1366 em Monterrei (Verín). No castelo desta vila trataram-se muitos temas de interesse e discutiram-se diferentes planos de ação.
Os partidários galegos mais relevantes de Pedro estavam ali reunidos: o incombustível Fernando de Castro, o corunhês João Fernandes Andeiro, Men Rodrigues de Sanabria, Gomes Gallinato e Fernão Peres Deza dos Churruchao, entre outros. Também acudiu o arcebispo de Compostela Soeiro Gomes de Toledo, sobre cuja mitra pairava a suspeita da traição, pois segundo parece simpatizava com Dom Henrique e ousara mandar assassinar a um cavaleiro dos Deza que pretendera acusá-lo da sua preferência na disputa dinástica. O arcebispo era consciente da raiva que os Churruchao lhe guardavam e por isso arribou a Monterrei escoltado por um numeroso contingente.
Na reunião acentuou-se a belicosidade da nobreza galega; sua ideia constante consistia em apresentar batalha com um exército galego às tropas de Henrique em terras zamoranas. A defesa desta alternativa contava com o apóio do mestre de Alcántara e, como não, do líder da nobreza galaica Fernando de Castro. Mas o chanceler Mateo Fernandez duvidava da viabilidade do projeto: no se fiaba de la eficacia de los soldados gallegos lejos de sus montanhas.
O rei não se atrevia a tomar uma decisão que precisava chegar o mais depressa possível. Finalmente desestimou a opção dos galegos aferrando-se a uma fatível ajuda inglesa. O porto da Corunha veria partir para a França ocupada pelos ingleses a Dom Pedro junto suas filhas e o minguado tesouro real, embora antes teria lugar o assassinato de D. Suero Gómez de Toledo, que mancharia a imagem do monarca
Deste feito podemos extrair três teorias que mudam por completo a tradicional percepção que sobre dito assassinato sempre se teve:
- Em primeiro lugar a tradicional ideia que sobrevoa o trágico fim do arcebispo compostelano. Dom Pedro, perante as simpatias do eclesiástico para Henrique, ordena impunemente sua "execução" imediata: | “ | E mandó el rey a Fernán Pérez Churruchao, e a Gonzalo Gómez Gallinato, dos caballeros de Galicia que querían mal al arzobispo, que le estoviesen esperando con veinte de caballo a la puerta de la cibdad, e que le matasen; e ellos ficieronlo así (...) e allí finó delante del altar de Santiago. E el rey estaba ese día encima de la iglesia, donde veía todo isto: e tomó al arzobispo todo quanto avía... | ” |

Verbas do cronista López de Ayala, que militara no bando trastamarista. A propaganda deste ilustre personagem será árdua e numerosa.
- Uma segunda teoria acusa ao mesmo Henrique de Trastâmara como o autor da ordem de dar morte ao prelado. Baseia-se este razoamento em dois pontos:

1. Dom Pedro em nenhum momento faz alarde ou menção do feito, algo estranho já que sempre fez gala de uma sinceridade brutal quando se tratava deste tipo de assuntos.
2. Por chance de desacreditar uma vez mais ao rei.

- E, finalmente, uma terceira via poderia sugestionar que ambos os cavaleiros, Churruchao e Gallinato, agiram pela sua conta sem conhecimento do rei, movidos pela profunda raiva que sentiam para o arcebispo. Ayala fala desta malquerença: ...dos cavalleros de Galicia que querían mal al arzobispo.... Esta malquerença tem sua origem numa mulher da qual estavam enamorados o arcebispo e o tal Fernão de Churruchao e que estava casada com Alfonso Suárez de Deza. Morto o esposo às mãos dos soldados arcebispais e ocupadas por este certas terras do falecido, a despeitada mulher falaria com o Churruchao para acabar com a vida de Dom Suero. Esta teoria, com muita raizame popular, daria pé ao verso;

| “ | Pertinho da Rua Nova, Na Rua da Varanda, mataram um Arcebispo por ciúmes de uma dama. | ” |

## Fernando de Castro,adaildo Petrismo
Após a morte do arcebispo, Fernando de Castro recebeu todas as fortificações da mitra compostelana, também em Santiago receberá o título de conde de Lemos e os de Adiantado da Galiza e Leão. Com Pedro I na Baiona francesa, o conde de Lemos converteu-se na cabeça da luta petrista e no regente do trono; regência que indica a suma confiança do rei na lealdade do galego. De seguida começou a fustigar aos partidários de Dom Henrique na Galiza, os quais depressa receberam ajuda do mesmo conde à cabeça de um exército. Este tomou grande parte da Galiza obrigando a Fernando de Castro e aos seus a refugiar-se atrás das muralhas de Lugo. O duelo entre Castro-Andrade (Fernã Perez de Andrade, importante partidário galego do de Trastâmara) não aguardou, e durante dois meses o conde de Lemos freou as investidas inimigas e defendeu com galhardia a cidade. Uma vez mais, e contemplando a impossibilidade de triunfar naquela lide, Dom Henrique optou por usar a diplomacia e convencer a Dom Fernando da conveniência de unir-se à sua bandeira. Fernando de Castro negou-se.
Porém chegaram a um acordo; Dom Henrique ofereceu-lhe a possibilidade de se render, sempre e quando nos seguintes cinco meses, e até ao dia de Páscoa de Ressurreição como data limite, Dom Pedro não acudiria ao seu auxílio, mesmo se aceitava render-lhe vassalagem respeitaria os títulos e privilégios que seu irmão lhe concedera. Dom Fernando comprometeu-se também a não atentar contra Dom Henrique e seus partidários enquanto o prazo pactuado permanecesse vigente. Logo desta negociação Dom Henrique abandonou a Galiza e dirigiu-se a Burgos.
As novas da reunião de um poderoso exército inglês e sua imediata marcha para a península animaram ao conde galego a romper o pacto e a lançar-se a uma corrida de confrontos e lutas contra os trastamaristas galegos com a firme ideia de submetê-los. Seu empurre espetacular granjeou-lhe uma série de vitórias decisivas que o fizeram o amo da Galiza; as exceções foram Padrón, Allariz e Monterrei que resistiram à acometida petrista. Numerosas fortificações e enclaves estratégicos renderam-se sem apresentar batalha, tal como é o caso chamativo de Xoán Pérez de Noboa que entregou a ponte de Ourense. Com a Galiza praticamente sob controlo, dirigiu-se a Zamora, ainda leal a Dom Pedro, com duas determinações:
- Interceptar ao prior de San Xoán que acudia no auxílio dos trastamaristas galegos.
- Socorrer Zamora e submeter todos os territórios próximos à cidade.

Pacificadas as áreas de Astorga e Leão, em Abril de 1367 o vemos na crucial batalha de Nájera, que obrigou a fugir Dom Henrique para Aragão, e demonstrou claramente a superioridade do exército inglês sobre o castelhano e as Companhias Brancas.

## O fratricídio de Montiel

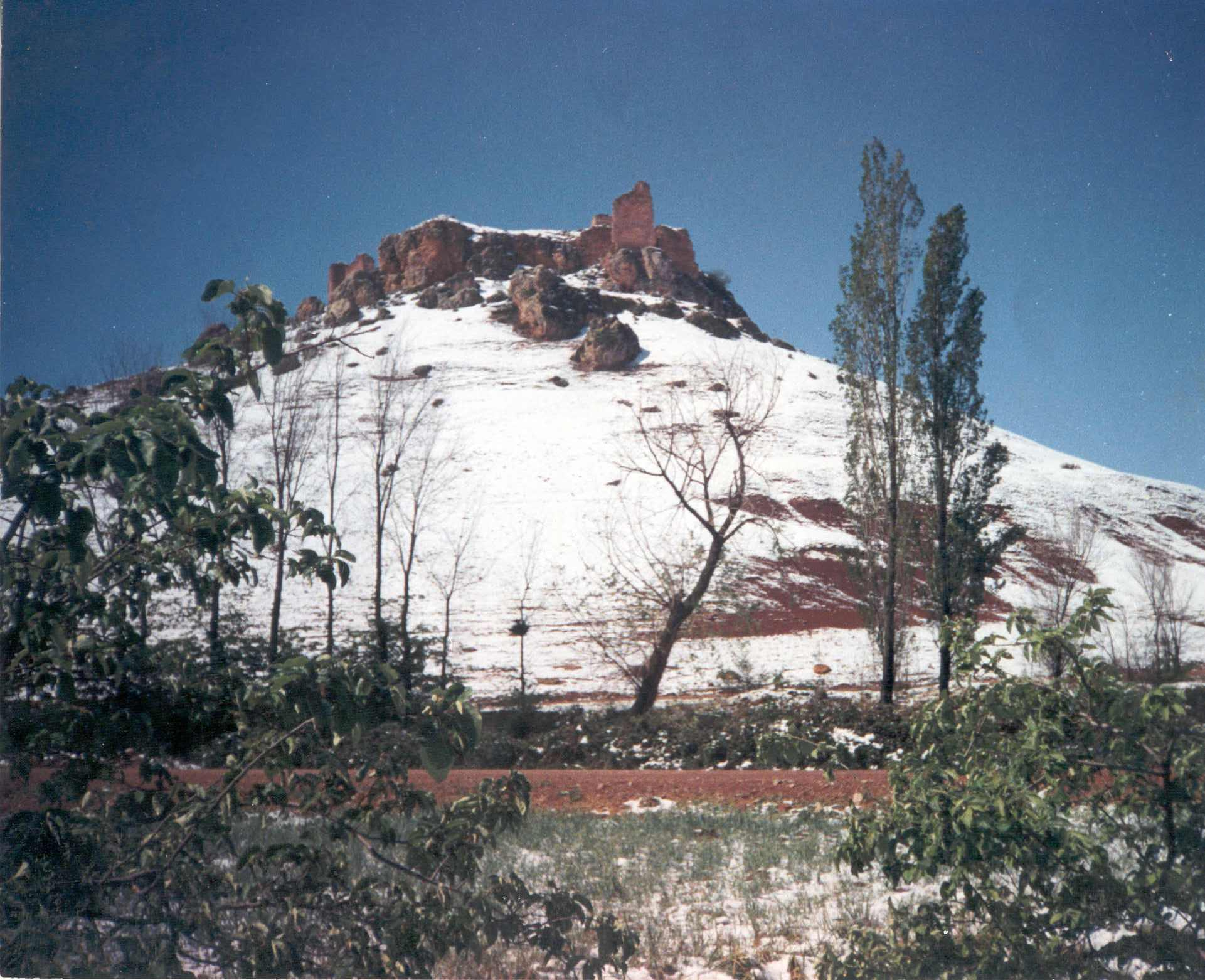
Castelo da Estrela, Montiel

A fatídica hora para Fernando de Castro chegaria na noite do 23 de Março de 1369. Os feitos acontecidos perante os muros do castelo da Estrela nos campos de Montiel (Cidade Real) abrirão uma onda de contínuos levantamentos petristas desde Galiza sob seu mando.
Quis o destino que Pedro I tomasse a errônea decisão de espalhar seu exército pelas povoações e aldeias limítrofes com o castelo de Montiel, fortificação na qual ele próprio se aposentou acompanhado pelo Conde de Lemos e pelo fiel cavaleiro, também do Noroeste, Men Rodriguez de Sanabria:
| “ | E partió el rey don Enrique de Orgaz, e luego sopo cómo el rey don Pedro pasara por el campo de Calatrava, e que era cerca de un logar e castillo de la orden de Santiago que dicen Montiel, e que la compaña que con él viniera era esta: Fernando de Castro, e los concejos de Sevilla, e de... | ” |

Também quis um capricho do destino que fosse o mesmo Men Rodriguez quem em segredo se entrevistara com o bretão Du Guesclin com a esperança de chegar a um acordo favorável que permitisse o rei legítimo fugir, furtivamente, do cerco que o exército de Henrique tinha posto ao redor da fortificação. Não suspeitava a futura traição do mercenário francês.
Ambos os galegos assistirão impotentes ao assassinato de seu rei na barraca de campanha que ocupava Bertrand Du Guesclin para depois passar ao status de prisioneiros. Passou à história a frase de Du Guesclin, pronunciada quando, ao cair Pedro e seu irmão Henrique no chão, colocou a Dom Pedro em baixo, o que aproveitou Henrique para o esfaquear e lhe cortar a cabeça:
| “ | Ni quito ni pongo rey, pero ayudo a mi señor. | ” |

| “ | E tovolo e non lo dejó partir. E vino con el rey don Pedro esa noche Fernando de Castro, e Diego Gonçalez, fijo del maestre de Alcantara, e men Rodriguez de Sanabria, e otros. E luego que alli llego el rey don Pedro, e tardava en la posada de mossen Beltran commo dicho avemos, sopolo el rey don Enrique que estaba ya aperçebido e armado de todas sus armas e el baçinete en la cabeça, esperando este fecho, e entro en la posada de mossen Beltran. E assi como llego el rey don Enrique, travo del rey don Pedro, e non lo conosçio, ca avia grand tiempo que non lo avia visto, e dizen que le dixo un cavallero de los de mossen Beltran: Catad que este es vuestro enemigo. E el rey don Enrique aun dubdava si era el, e dizen que dixo el rey don Pedro: - Yo so. Yo so. E estonçes el rey don Enrique conosçiolo e feriolo con una daga por la cara, e dizen que amos a dos, el rey don Pedro e el rey don Enrique, cayeron en tierra. E el rey don Enrique lo firio, estando en tierra, de otras feridas. E alli morio el rey don Pedro... | ” |

A má notícia correrá como a pólvora por todo o território, causando sentimentos e comportamentos contraditórios nas gentes segundo o lugar e sua filiação. Muitas cidades decidiram render vassalagem a reis de outros reinos peninsulares, Galiza a Fernando I de Portugal. O monarca lusitano, perante a favorável situação e quase com as chaves das cidades galegas nas mãos, começará a ocupação da Galiza. Na Corunha aguardava-o com os braços abertos Andeyro; no seu caminho Tui e Compostela tomarão seu nome com entusiasmo.
Para desgraça de galegos e portugueses a fortuna virou-lhes as costas e numa prodigiosa ofensiva o novo rei castelhano penetrou profundamente no reino português. Fernando I abandonou de seguida a Corunha deixando a Nuno Freire de Andrade (irmão de Fernão Perez de Andrade) à frente da sua defesa. Foi no sítio de Guimarães onde Fernando de Castro pôde fugir do seu cativeiro. Fazendo uso de um ardil, pediu para falar com os sitiados, podendo entrar no recinto murado. Ali arengou os portugueses de tal maneira que Henrique II de Castela viu-se na obrigação de abandonar o lugar. Instalado em Portugal, recebeu do monarca luso importantes concessões territoriais e uniu-se gostoso à luta entre ambas as coroas.

## Os derradeiros estertores do petrismo
Nesta tessitura cruzou o rio Minho e ficou com um exército de velhos petristas com o que fustigaria Galiza tomando dimensões desproporcionadas; D. Henrique não teve outra saída senão enviar um numeroso contingente. Em 1370, Pedro Manrique e Pedro Ruiz Sarmiento, junto às famosas e temidas Companhias Brancas, derrotaram o conde de Lemos na batalha de Porto de Bois (Palas de Rei, Lugo); uma vez mais, e servindo de paralelismo, Araviana fugiu a galope para Portugal. Ali permaneceu lambendo as feridas e preparando novas sublevações até que a paz de Santarem em Março de 1371 obrigou Fernando I, entre outras coisas, a deportar os petristas refugiados no seu reino. Entrincheirado no castelo de Ourém, o de Castro negou-se a voltar a Castela, mas finalmente teve que marchar para o exílio na Baiona francesa, que estava em mãos inglesas.
Fernando Ruíz de Castro e Ponce de León, filho de D. Pedro Fernandez de Castro "O da Guerra"; conde de Castro-Xeriz, Lemos e Sarria; senhor de Cabrera e Rivera; Alféres-Mor do rei, pertigueiro-mor de Compostela, adiantado maior de Galiza, Leão e Astúrias, cavaleiro destacado pela sua lealdade, falecia na Baiona francesa em 1377. Na sua tumba reza o seguinte epitáfio:
| “ | Aqui iace Don Fernando Ruiz de Castro, toda la lealtad de España. | ” |